# Амон Амарт
Амон Амарт (на английски: Amon Amarth) е метъл група в Швеция, тясно свързана със стила мелодичен дет метъл, но и много влиятелна във викинг метъла Основана е през 1992 г. в град Тумба, край Стокхолм.
По същество стилът на бандата е дет метъл (понякога доближаващ се до блек метъла), който има множество препратки към норвежката митология и преплетените в нея саги и епоси за викингите.
Името заимстват от място в Средната земя от фентъзи произведенията на Дж. Р. Р. Толкин. На синдарин, един от елфическите езици на Толкин, името означава „Съдбовен връх“ (Mount Doom). Първоначално групата е известна като Scum („измет“). Издават само едно демо под това име, преди да сменят името си на Amon Amarth през 1992 г.

## История
Първоначално е основна като грайндкор група под името Scum през 1988 г. с членове Themgoroth (Dark Funeral), Олави – китара и Тед – бас китара. Когато Йохан се присъединява, това довежда до музикална промяна към дет метъл. През 1991 г. издават демо, а през 1992 г. името на групата е сменено на Amon Amarth. През 1994 г. групата издава демото The Arrival of the Fimbul Winter, като всички 1000 демо диска са продадени за по-малко от 12 часа. Това им спечелва договор с Pulverised Records, с който те издават през 1996 г. първия си макси-сингъл Sorrow Throughout the Nine Worlds, от който продават 6000 копия (разпространени в 4 различни версии). След него подписват договор с Metal Blade Records.